# 흥성동헌
흥성동헌(興城東軒)은 대한민국 전북특별자치도 고창군 흥덕면에 있는 동헌이다. 1976년 4월 3일 전라북도의 유형문화재 제77호로 지정되었다.

## 개요
동헌은 조선시대의 각 행정단위에 파견된 수령(守令)이 정무(政務)를 보더 청사(廳舍)이다.
이 건물은 당초 흥덕객사로 알고 있었으나 1983년도 해체보수시 발견된 상량문에 흥성읍성(지금의 배풍산)에 있던 동헌건물을 조선 순조7년(1807)에 이곳으로 이건한 것이 확인되어 명칭을 변경하게 되었다.
흥성은 흥덕의 옛 지명으로 고려 충선왕(1308~1312)이 즉위하자 왕명을 피해 장덕(章德)을 흥덕(興德)으로 고쳐 부르게 되었으며 고종 32년(1895)에 군으로 승격되었다가 1914년 부군(府郡)폐합령에 따라 무장(茂長)과 함께 고창군으로 통폐합되었다.

## 현지 안내문
동헌은 조선시대의 각 행정단위에 파견된 수령이 정무를 보던 청사이다. 이 건물은 홍성읍성에 있던 동헌 건물을 조선 순조 7년(1807년)에 현재의 위치로 이건한 것이다.
흥성은 흥덕의 옛지명으로 고려 충선왕(1308~1312)이 즉위하자 왕명을 피해 장덕을 흥덕으로 고쳐 부르게 된 이름이며 고종 32년(1895년)에 군으로 승격되었다가 1914년 부군 폐합령에 따라 무장과 함께 고창군으로 통폐합되었다.

## 참고 자료
- 흥성동헌 - 국가유산청 국가유산포털